# Giò Stajano
Maria Gioacchina Stajano Starace Briganti di Panico, dite Giò Stajano et née Gioacchino Stajano Starace avec le titre de noblesse de comte Briganti di Panico le 11 décembre 1931 à Sannicola et morte le 26 juillet 2011 à Alezio, est une écrivaine, journaliste, actrice et peintre italienne.
Dans les années 1960, avant l'intervention chirurgicale de réattribution sexuelle, elle était célèbre pour être l'un des premiers homosexuels publiquement déclarés en Italie.

## Biographie
Maria Gioacchina Stajano Starace Briganti di Panico est la nièce du dignitaire fasciste Achille Starace.
Après des études de beaux-arts à Florence et d'architecture à Rome, elle expose des tableaux. Elle rencontre des écrivains et artistes.
En 1959, elle publie Roma capovolta, un texte autobiographique où elle raconte ses folles incursions dans la haute société romaine et décrit la réalité homosexuelle dans l'Italie de l'époque. L'ouvrage est mis sous séquestre sous l'accusation de répandre des idées contraires aux bonnes mœurs, ce qui a l'effet contraire d'attirer l'attention du public. Elle continue ensuite à écrire sur le même sujet des livres à scandale. À chaque fois, seulement un certain nombre peut en être acheté avant leurs mises sous séquestre.
Elle obtient ensuite un rôle dans le film La dolce vita qui est coupé lors du passage en salles à cause d'un désaccord avec le réalisateur, mais qui est inséré dans les éditions restaurées pour la télévision, les vidéocassettes et les DVD. Elle travaille aussi avec Steno, Dino Risi et Riccardo Freda.
Entre 1958 et 1961, elle collabore avec l'hebdomadaire à scandales Lo Specchio (it). En 1961, lorsqu'elle est convoquée et interrogée dans le cadre de l'enquête sur les « ballets verts (it) », pour protester, elle se présente habillée en femme en tenue de deuil.
Vers la fin des années 1960, elle collabore à l'hebdomadaire masculin Men, où elle tient la rubrique Il salotto di Oscar Wilde (« le salon d'Oscar Wilde »). En 1971, elle devient directrice du périodique. Dans les années 1980, elle participe à des romans-photos pornographiques de la collection Supersex.
En 1983, elle bénéficie d’une chirurgie de réattribution sexuelle à Casablanca et prend le nom de Maria Gioacchina. Elle en parle dans une interview à l'hebdomadaire Il Borghese (it). En 1992, elle publie son autobiographie intitulée La mia vita scandalosa.
Dans ses dernières années, attirée par la religion, elle rejoint les sœurs de Betania del Sacro Cuore près de Vische, en qualité de sœur laïque. Elle meurt dans une maison de repos à Alezio en 2011 et est inhumée dans le caveau de la famille à Sannicola.

## Œuvres (liste partielle)
- 1959 : Roma capovolta, Quattrucci, Rome
- 1959 : Meglio l'uovo oggi, Quattrucci, Rome
- 1961 : Le Signore sirene, Quattrucci, Rome
- 1962 : Vita d'uomo, Tipografia 'Giolitti', Rome
- 1963 (?) : Gli uni e gli altri, Conte, Lecce
- 1967 : Roma erotica, Società Editoriale Attualità, Milan
- 1992 : La mia vita scandalosa, Sperling & Kupfer, Milan
- 2007 : Pubblici scandali e private virtù. Dalla Dolce Vita al convento, avec G. Vaira, Manni, Lecce
- 2008 : Esercizi d'Amore, Manni Editore, Lecce

## Filmographie partielle
- 1958 : Avventura a Capri de Giuseppe Lipartiti
- 1959 : Gli scontenti (it) de Giuseppe Lipartiti
- 1960 : La dolce vita de Federico Fellini (non crédité)
- 1961 : La ragazza di mille mesi de Steno
- 1961 : Totò, Peppino e... la dolce vita de Sergio Corbucci
- 1961 : Caccia all'uomo de Riccardo Freda
- 1971 : Au nom du peuple italien (In nome del popolo italiano) de Dino Risi
- 1976 : Pudeurs à l'italienne (Il comune senso del pudore) d'Alberto Sordi
- 1976 : Gli amici di Nick Hezard de Fernando Di Leo
- 1977 : Nerone (it) de Mario Castellacci (it) et Pier Francesco Pingitore
- 1991 : Il fico del regime d'Ottavio Mai (it) et Giovanni Minerba
- 1993 : Portagli i miei saluti - Avanzi di galera de Gianna Maria Garbelli